# (4499) Davidallen
(4499) Davidallen (1989 AO3) – planetoida z grupy pasa głównego asteroid okrążająca Słońce w ciągu 5,65 lat w średniej odległości 3,17 j.a. Odkryta 4 stycznia 1989 roku.